# Aitizaz Hasan
Aitizaz Hasán (Hangu, 1998 - ibídem, 6 de enero de 2014) fue un estudiante pakistaní adolescente fallecido mientras intentaba evitar un atentado terrorista contra la escuela de la que era alumno.

## Biografía
Aitizaz tenía quince años y cursaba en el instituto público Ibrahimzai, el único de la localidad de Hangu, provincia de Jaiber Pajtunjuá, de mayoría chií. Se encontraba fuera del establecimiento, porque había sido castigado al haber llegado tarde. Fue en esta ocasión cuando, junto a otros jóvenes que estaban también fuera, se percató de que un joven de unos 20 a 25 años, que se había acercado al establecimiento aludiendo que quería información para inscribirse, tenía un detonador. El corpulento Aitizaz abrazó entonces al terrorista, intentando evitar que este detonara su carga explosiva, pero no pudo impedirlo, falleciendo ambos en el acto.
Según relató su primo Mudassar Hassan Bangish a la BBC, sus compañeros trataron de convencerle de que no se enfrentase al hombre pero él les contestó: “Voy a pararle. Va a la escuela a matar a mis amigos”.
Su padre dijo: "Mi hijo hizo llorar a su madre, pero salvó a cientos de madres de llorar por sus hijos."
El atentado fue reivindicado por el grupo islamista Lashkar-e-Jhangvi.